# チャールズ・エスクリッジ・サルツマン

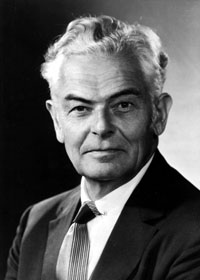
チャールズ・エスクリッジ・サルツマン

チャールズ・エスクリッジ・サルツマン（Charles Eskridge Saltzman, 1903年9月19日 - 1994年6月16日）は、アメリカ合衆国の軍人、実業家、政治家。1947年から1949年まで国務次官補（占領地域担当）。1954年に国務次官（総務担当）。

## 生い立ち
1903年9月19日にフィリピンのサンボアンガにて誕生。父親はアメリカ陸軍通信軍団大尉を務めていたチャールズ・マッキンリー・サルツマンであり、レオナード・ウッド少将の参謀であった。母親はメアリー・エスクリッジであった。父親の軍歴のため、サルツマンは幼少時代を世界各地——フィリピン、ワシントンD.C.、ニューヨーク、パナマで過ごし育った。
サルツマンはニューヨークの高校を卒業し、コーネル大学で1年を過ごした後、陸軍士官学校に入学、1925年に卒業。続いてローズ奨学生としてオックスフォード大学モードリン校に進学、1928年に学士号を取得。

## アメリカ合衆国陸軍
大学卒業後、サルツマンはアメリカ陸軍にてフォート・ベルヴェア勤務となり、戦闘工兵中隊にて中尉を務めた。また兼任として、ハーバーと・フーヴァー大統領の軍事顧問キャンベル・B・ホッジスの補佐役として、ホワイトハウス補佐官を務めた。この任務においては、公式晩餐会における大統領の護衛役も務めた。
サルツマンは1930年に陸軍を離れ、ニューヨーク・テレフォン社に技師兼管理者として入社。陸軍には予備軍として籍を残し、後に陸軍州兵に転任した。1935年、ニューヨーク証券取引所に副社長補佐として参加。後に秘書長、続いて副社長に昇任した。
1940年10月、サルツマンが所属した州兵部隊は常時勤務となった。1941年12月の真珠湾攻撃の後、彼は陸軍省で信号士官長補佐官に任命を受けた。1942年5月に海外派兵となり、最初にロンドン、続いて北アフリカに派遣され、マーク・ウェイン・クラーク中将の参謀を務めた。彼は北アフリカと、その後のイタリアにおいてクラーク中将の副参謀長を務めた。彼は第二次世界大戦後、オーストリアに駐在。1946年に常時任務を離れてアメリカに帰国。1955年まで予備軍に籍を留め、中将として退役した。

## アメリカ合衆国国務省
アメリカに帰国後、間もなくニューヨーク証券取引所に復帰。1947年、ハリー・トルーマン大統領はサルツマンを国務次官（占領地域担当）に任命。ジョージ・マーシャル国務長官の下で1949年まで在任した。
サルツマンは1949年に国務省を離れ、ヘンリー・シアーズが経営する投資会社に参加。1952年の大統領選挙の際には、サルツマンはシアーズの義兄ロッジ上院議員と協力し、共和党候補アイゼンハワーの資金調達を行った。
1954年、ジョン・フォスター・ダレス国務長官は国務省の人事管理を研究することを目的とした委員会にサルツマンを任命した。その後、委員会が研究結果をもとに勧告を発表すると、アイゼンハワー大統領は委員会の勧告を評価し、その遂行のためサルツマンを国務次官（総務担当）に任命した。サルツマンは1954年6月29日から1954年12月31日まで在任した。

## 晩年
1956年、ゴールドマン・サックスに経営パートナーとして参加。1972年に引退。1994年6月16日、ニューヨーク州ニューヨークの自宅にて死去。